# Grogarnsberget (fornborg)

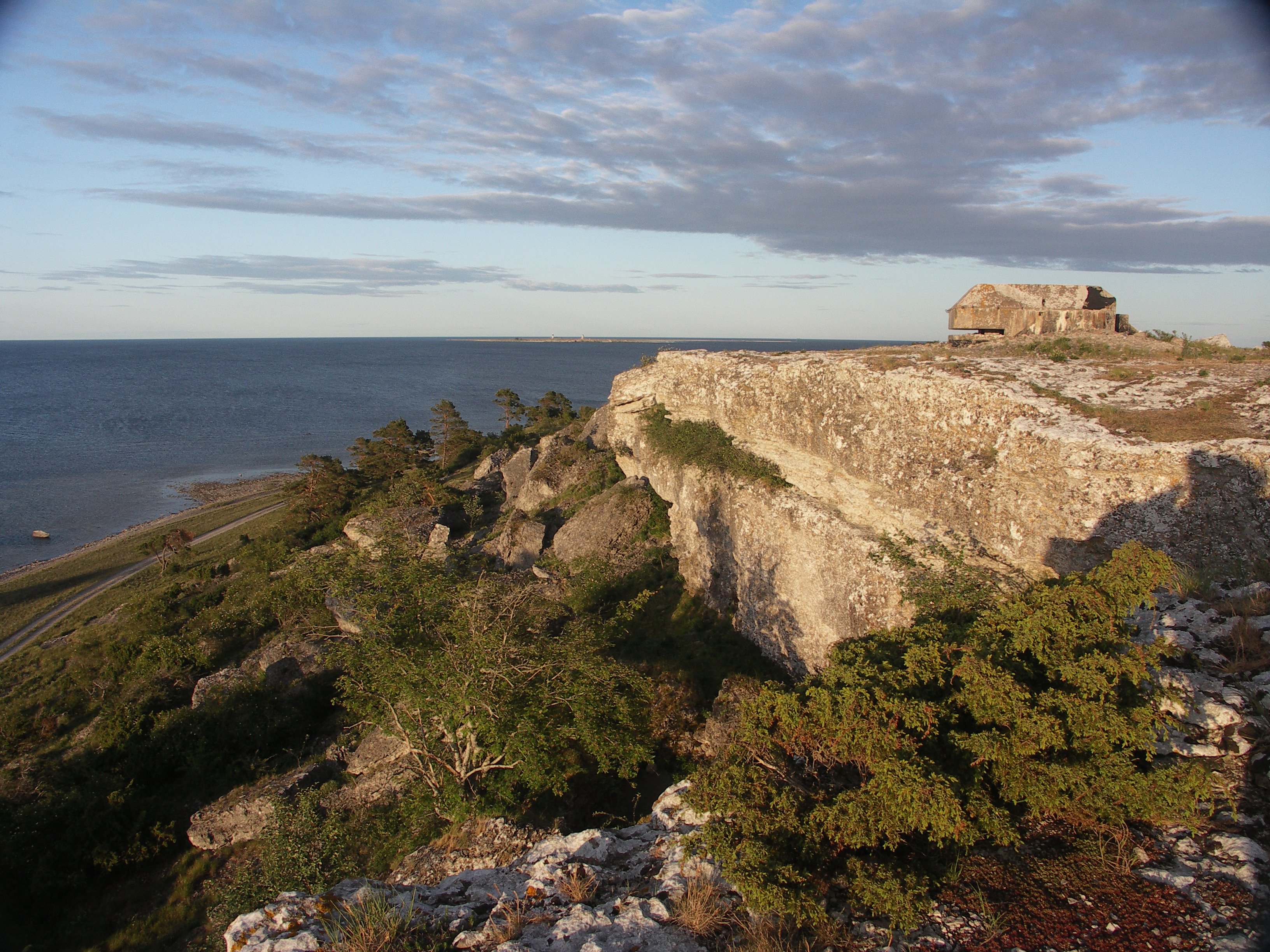
Observationsvärnet på Grogarnsberget.

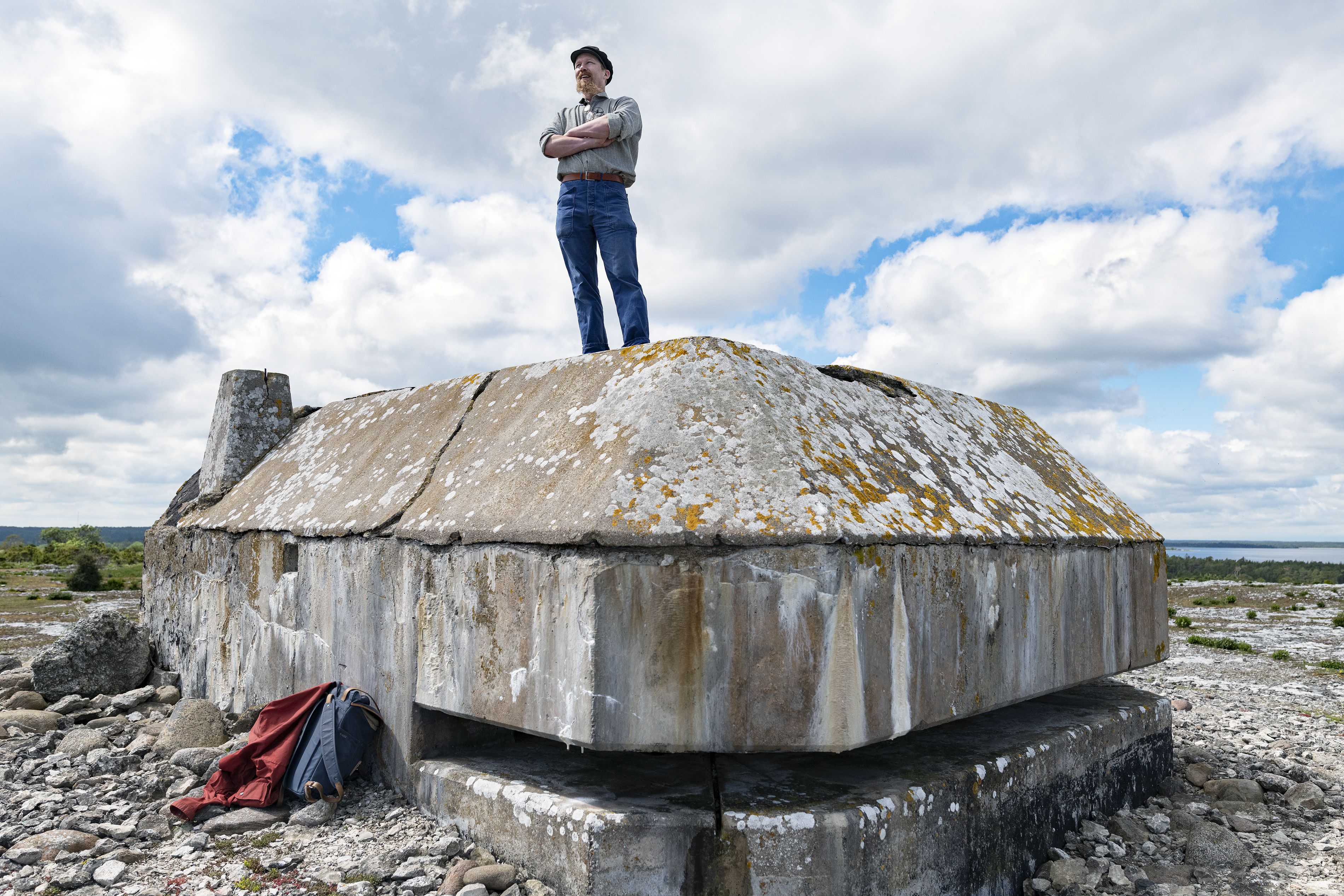
Stridsvärnet på Grogransberget

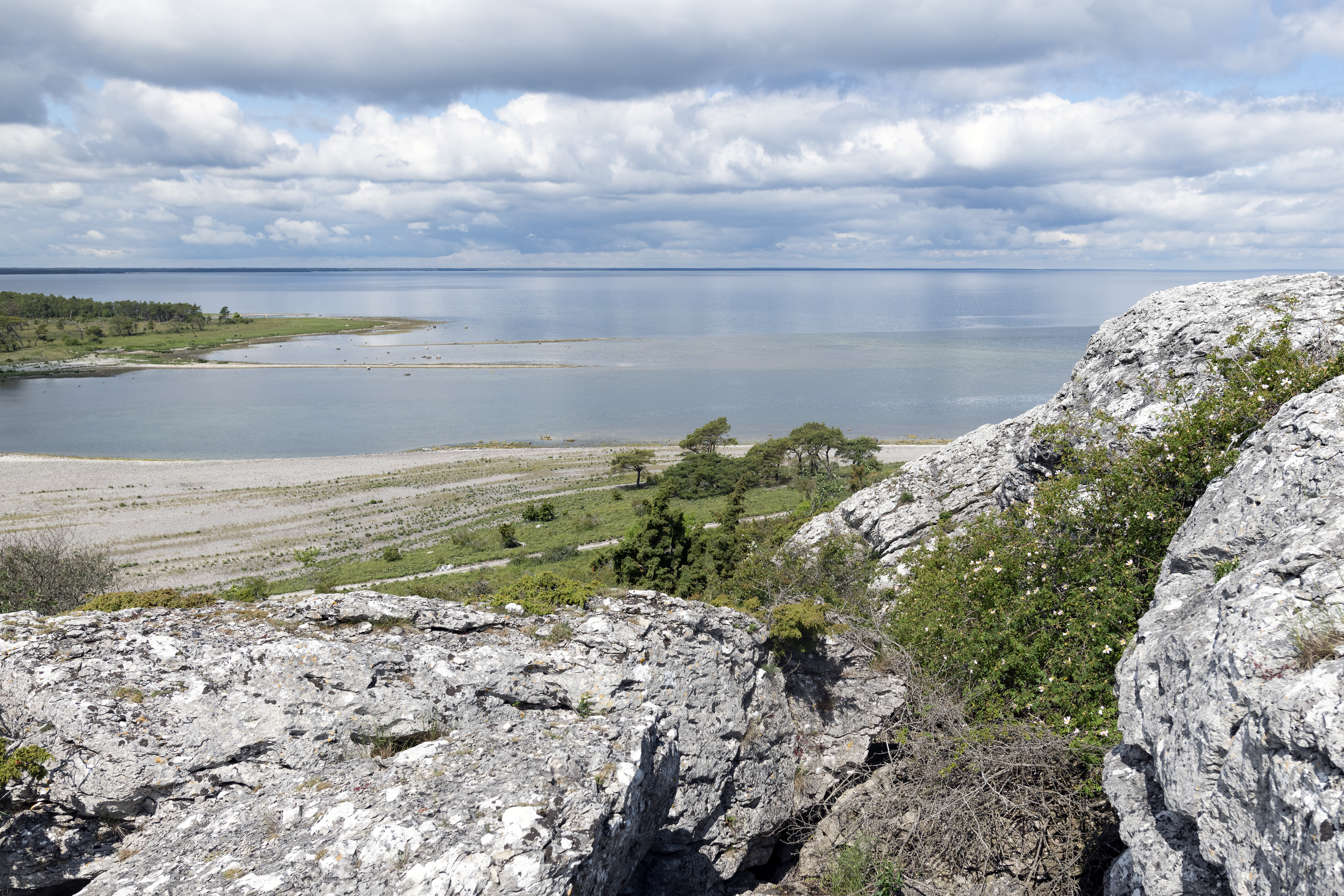
Utsikt från Grogarnsberget Gotland mot norr.

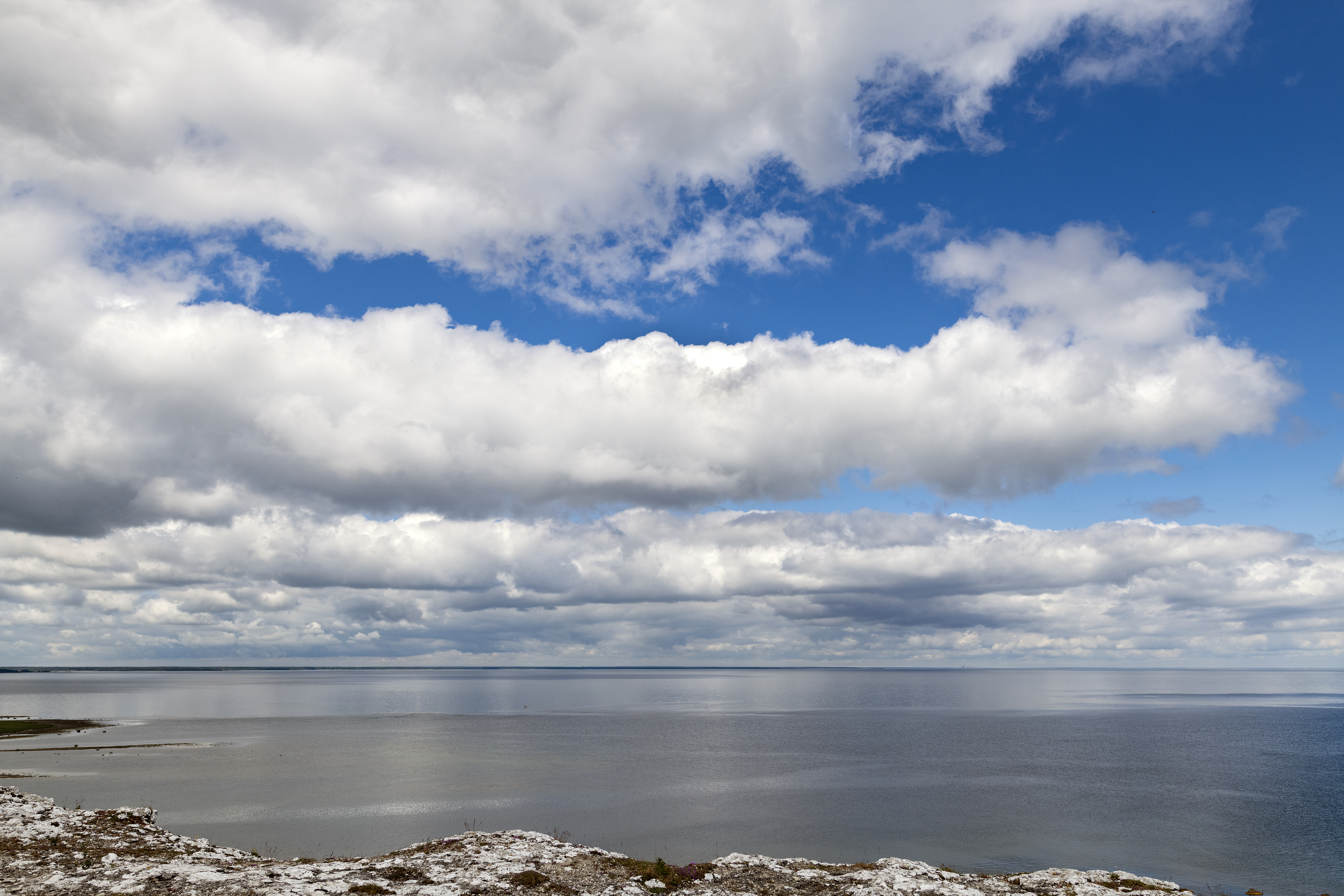
Utsikt från Grogarnsberget Gotland mot norr.

Grogarnsberget är en fornborg är belägen vid Hallsbo i Gotlands kommun på Gotland. Fornborgen ligger där Grogarnsberget skjuter ut i havet och bildar udden Grogarnshuvud. Den är Gotlands näst största fornborg, efter Torsburgen.
Berget skyddar borgen från norr, öst och väst av branta stup och från syd av en 450 meter lång vall av kalksten och jord, vilken troligtvis har varit förstärkt med träpalissader. Vid spetsen av huvudet ligger en inre mur som är cirka 150 meter lång. I den inre borggården finns det en sentida militär bunker och skyddsgrop.
Fornborgen har sannolikt uppförts under senare delen av järnåldern, och man har hittat pilspetsar från Vendeltiden vid den yttre muren. Nedanför fornborgen utefter strandremsan fanns det under vendel och vikingatiden många viktiga hamnar.

## Kultur
Vikingaåret 2005 invigdes 25 februari genom att Kronprinsessan Victoria tände en Vårdkase i fornborgen, som sedan följdes av fler än 40 vårdkasar runt hela Gotland, som tändes både norr och söderut med tio minuters mellanrum.